# Tajín
Ne doit pas être confondu avec El Tajín.
Tajín était le dieu de la pluie des Totonaques, à l'époque mésoaméricaine.